# Larron d'Ors
Le larron d'Ors ou fromage d'Ors est un fromage originaire de la commune d'Ors dans le département du Nord en France, plus particulièrement du Cambrésis. Il est confectionné à partir de lait de vache écrémé et son affinage est rapide (environ 6 à 7 semaines). C'est un proche parent du maroilles ; mais il ne contient que 30 % de matière grasse.